# Juli Busquets i Bragulat

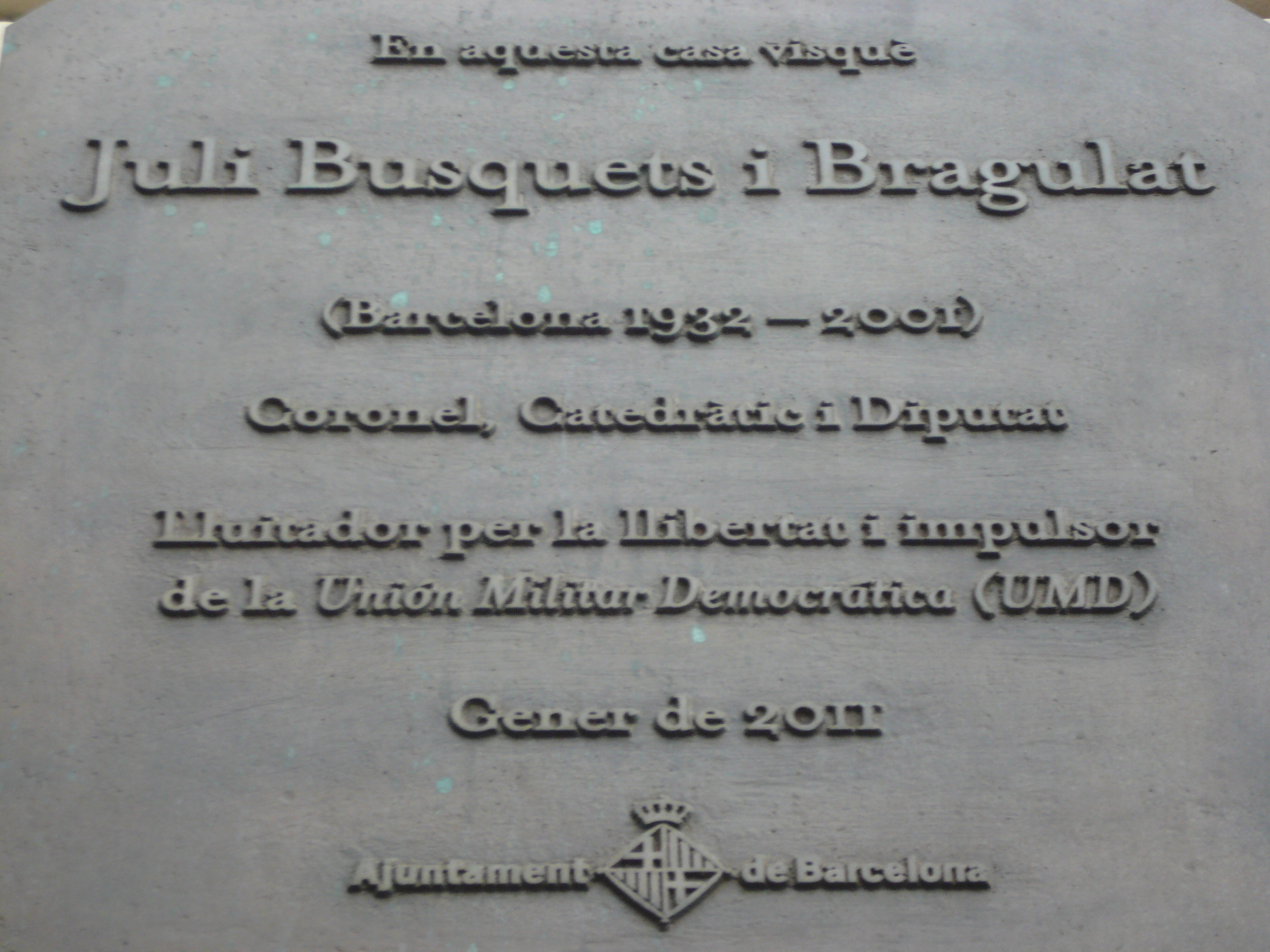
Placa commemorativa al carrer Laforja, 19 (Barcelona)

Juli Busquets i Bragulat (Barcelona 16 de maig de 1932 - 21 de juliol de 2001) fou un militar, polític i professor universitari espanyol.

## Biografia militar
Fill d'un metge de la Guàrdia Civil i net d'un general, va ingressar en l'Acadèmia General Militar (IX Promoció) en 1950 i es va graduar en 1954 com a Tinent d'Enginyers. Va estar destinat en el Grup d'Enginyers de la Divisió de Cavalleria (Alcalá de Henares) i en l'Escola d'Aplicació d'Enginyers (Hoyo de Manzanares). Entre 1958 i 1962 va ser alumne de l'Escola d'Estat Major a Madrid i va estudiar simultàniament Ciències Polítiques en la Universitat Complutense.
En 1962 va ascendir a Capità i, després de rebre el diploma d'Estat Major, va ser destinat a l'Estat Major de la Capitania General de la IV Regió Militar, amb seu a Barcelona. Allí, a més de la feina de casa militars, va ser professor adjunt en la Facultat de Ciències Econòmiques en la Universitat de Barcelona. Entre 1970 i 1974 va estar en situació de supernumerari per dedicar-se en exclusiva a l'ensenyament.
Va tornar al servei actiu en 1974, any en què va ascendir a Comandant. Va estar destinat successivament a Jaén, Barcelona i Salamanca. En 1977 va deixar el servei actiu per presentar-se a les primeres eleccions democràtiques com a candidat socialista al Congrés dels Diputats. Anys més tard obtindria l'ocupació de Coronel en la Reserva.
Va mantenir actituds crítiques dins l'exèrcit que li van valer diverses sancions. Entre 1951 i 1959 va formar part de Forja, una associació catòlica per a militars fundada en Coca (Segòvia) en 1951 i inspirada pel llavors capità Luis Pinilla Soliveres i el pare Llanos, amb un esperit cristià renovador i progressista. Forja, associació a la qual van pertànyer nombrosos oficials, seria dissolta pel comandament militar en 1959. Busquets va seguir escrivint en la minoritària revista Pensamiento y Acción, dirigida pel coronel Delgado Piñar, que fou clausurada en 1961.
També fou professor de la Universitat de Barcelona del 1961 al 1969 i de la Universitat Autònoma de Barcelona del 1969 fins a la seva mort.
El 1970 va adreçar-se per carta, juntament amb 15 oficials més, al llavors príncep Joan Carles i al tinent general Manuel Díez-Alegría per demanar l'obertura política del règim, i amb aquesta finalitat, el 31 d'agost de 1974, va fundar la Unión Militar Democrática, de la qual fou primer secretari; per aquest motiu el 1975 fou detingut i processat per les autoritats franquistes passà mig any a la presó d'El Hacho, a Ceuta. Això el va lliurar de ser arrestat el 28 de juliol de 1975 juntament amb altres destacats membres de la UMD, que serien posteriorment apartats del servei actiu per sentència d'un Consell de Guerra. En 1977 la UMD va ser dissolta, i Busquets, Comandant d'Enginyers, va deixar l'exèrcit per dedicar-se a la docència i presentar-se a les eleccions generals com a independent en la candidatura de Socialistes de Catalunya, obtenint un escó per la província de Barcelona. Busquets va trencar la disciplina de vot en votar en contra de la Llei d'Amnistia, per no incloure-hi als militars de la UMD. En agost de 1977 ingressà en la Federació Catalana del PSOE.
Posteriorment ha estat diputat del PSC al Congrés dels Diputats per la província de Barcelona a les eleccions de 1979, 1982, 1986 i 1989. Al Congrés dels Diputats va estar vicepresident Primer de la Comissió de Defensa.

## Biografia acadèmica
En 1966 va obtenir el doctorat en Sociologia per la Universitat Complutense, amb qualificació de cum laude. En 1967 va procedir a publicar la seva tesi, El militar de carrera en Espanya sense demanar el preceptiu nihil obstat que, com a membre de l'Exèrcit, havien d'atorgar-li els comandaments militars. Per això, el llibre, ja en la seva segona edició, va ser segrestat i Busquets, sotmès a judici per injúries a l'Exèrcit, encara que finalment absolt. En 1969, Busquets va començar a fer classes en la Universitat Autònoma de Barcelona.
En 1987, Busquets va obtenir la càtedra de Ciències Polítiques en l'Autònoma de Barcelona. Després del seu abandó de la política activa en 1993, es va dedicar en exclusiva a la docència. En 1999 va publicar les seves memòries, Militares y demócratas. Memorias de un fundador de la UMD y diputado socialista.

## Obres
- El militar de carrera en España (1967)
- Introducción a la sociología de las nacionalidades (1971).
- Pronunciamientos y golpes de Estado en España (1982)
- Militares y demócratas. Memorias de un fundador de la UMD y diputado socialista (1999)
- Ruido de sables: las conspiraciones militares en la España del siglo XX (2003), amb Juan Carlos Losada Malvarez.